# Entremés

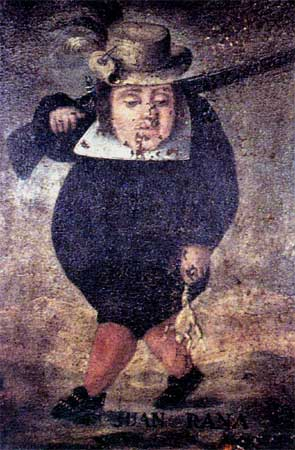
Hiszpański aktor komediowy Juan Rana, znany jako Cosme Pérez

Entremés – hiszpańskie żartobliwe sztuki w jednym akcie, odgrywane między aktami komedii (odmiana interludium), popularne zwłaszcza w XVII wieku.
Nazwa gatunku wywodzi się od francuskiego słowa entremets lub katalońskiego entremès, pochodnych od entre-meter ’wkładać między’. Gatunek powstał w XVI wieku, w wieku XVII przeżywał rozkwit, zaś w XVIII wieku zanikał. Utwory tego rodzaju tworzyli m.in. Miguel de Cervantes, Pedro Calderón de la Barca, Luis Vélez de Guevara, Luis Quiñones de Benavente. W XX wieku do konwencji gatunku nawiązywali w swoich farsach m.in. Federico García Lorca i Ramón María del Valle-Inclán. Przedmiotem żartów w utworach było m.in. życie erotyczne i małżeńskie, zaloty, zdobywanie pożywienia i pieniędzy.